# Menachem Mendel
Menachem Mendel z Rymanowa (ur. 1745 w Przytyku, zm. 29 maja 1815 w Rymanowie) – rabin, pisarz. 

## Życiorys
Syn Józefa, jeszcze w młodym wieku spotkał Dow-Ber z Międzyrzeca. Uczeń Elimelecha z Leżajska i Samuela Szmelke z Mikulova. Rabin we Frysztaku, Rymanowie i Przeworsku. Był jednym z najwybitniejszych przedstawicieli chasydyzmu. Z kolei jego najwybitniejszymi uczniami byli Naftali z Ropczyc i Cwi Elimelech z Dynowa. Obok Elimelecha z Leżajska był jednym z trzech głównych przywódców ruchu chasydzkiego w Polsce. Znany ze swojego ascetycznego i mistycznego poparcia dla Napoleona, utożsamiał jego walkę z walką między mistycznymi siłami Gog i Magog. Zasłynął jako cudotwórca posiadający dar jasnowidzenia, mający moc leczenie wszelkich chorób. Był również autorytetem dla ludności nieżydowskiej. Chociaż przebywał w Rymanowie i tu znajdował się jego sąd rabinacki, przyciągał wielu uczniów chętnych do wysłuchania jego wykładów i kazań.
Grób Menachem Mendla znajduje się w Rymanowie i co roku odwiedzany jest przez pielgrzymujących do niego Chasydów. 

## Autor
- Diwrat Menachem,
- Torat Menachem,
- Ilona de Hayyei
- Ateret Menachem